# Marie Duru-Bellat
Pour les articles homonymes, voir Duru et Bellat.
Marie Duru-Bellat, née en 1950, est une sociologue française, professeur de sociologie à l'Institut d'études politiques de Paris et chercheuse associée à l'Institut de Recherche sur l’Éducation : sociologie et économie de l'éducation. Ses recherches portent principalement sur les inégalités sociales, les inégalités femmes-hommes, la mixité et la méritocratie au sein du système éducatif français.

## Biographie
Marie Duru-Bellat est conseillère d'orientation de 1974 à 1984, elle soutient en 1978 une thèse intitulée La demande d'éducation à l'issue de l'enseignement secondaire : étude longitudinale d'une cohorte de candidats bacheliers, sous la direction de l'économiste Jean-Claude Eicher (1929-2003) à Dijon.
En 1984, elle est nommée enseignante-chercheuse en sciences de l'éducation à l'université de Bourgogne, rattachée à l'Institut de Recherche sur l’Éducation.
Elle est membre du Haut conseil pour l’évaluation de l’école entre 2000 et 2004, ainsi que de la Commission Université-Emploi (avril-octobre 2006).

## Travaux
Ses thèmes de recherche sont les inégalités sociales et sexuées à l'école, la stratification sociale et le rapport entre générations, les politiques et dynamiques éducatives. Ses principaux ouvrages ont porté sur les inégalités sociales et les inégalités homme-femme au sein de l'éducation et de la socialisation. Elle remet notamment en cause la démocratisation du système éducatif français.
Elle a notamment  écrit Le Collège de l'an 2000, un rapport sur les collèges, en collaboration avec François Dubet et Alain Bergounioux à la demande de la ministre déléguée à l'Enseignement scolaire de l'époque, Ségolène Royal.

## Publications

### Ouvrages
- avec A. Mingat, Comportement des bacheliers : modèle de choix de disciplines, Éditions Dunod, 1979.
- L'école des filles : quelle formation pour quels rôles sociaux ?, Éditions L'Harmattan, 1990, réed. 2004[4],[5],[6],[7],[8].
- avec Agnès Henriot-Van Zanten , Sociologie de l'école, Armand Colin, 1992 (1re édition), 2006 (3e édition), 2018 (5e édition)[9],[10].
- avec Alain Mingat, Pour une approche analytique du fonctionnement du système éducatif, PUF, 1993[11].
- avec François Dubet , L'hypocrisie scolaire : pour un collège enfin démocratique, Éditions du Seuil, 2000.
- Les inégalités sociales à l'école : Genèse et Mythes, PUF, coll. « Éducation et formation », 2002 (lire en ligne)[12].
- L'inflation scolaire. Les désillusions de la méritocratie, Éditions du Seuil, 2006[13],[14],[15],[16].
- avec Agnès van Zanten, Sociologie du système éducatif. Les inégalités scolaires, PUF, coll. Licence socio, 2009.
- Le mérite contre la justice, Les Presses de Sciences Po, coll. Nouveaux débats, 2009[17].
- avec François Dubet et Antoine Vérétout, Les sociétés et leur école. Emprise du diplôme et cohésion sociale, Éditions du Seuil, 2010.
- Altergouvernement, ouvrage collectif avec Paul Ariès, Geneviève Azam, Marc Dufumier, Claude Égullion, Jean-Baptiste Eyraud, Susan George, Jean-Marie Harribey, Franck Lepage, Philippe Leymarie, Laurent Mucchielli, Aline Pailler, Nathalie Péré-Marzano, Fabien Piasecki, Michel Pinçon, Monique Pinçon-Charlot, Clarisse Taron, et Jacques Testart, éditions Le Muscadier, 2012.
- Pour une planète équitable. L'urgence d'une justice globale, La République des idées, Seuil, 2014[18].
- 10 propositions pour changer l'école. avec François Dubet, Editions du Seuil, 2015.
- La tyrannie du genre, Presses de Sciences Po, 2017[19],[20],[21].
- Inégalités sociales scolaires, In: Patrick Savidan, Dictionnaire des inégalités et de la justice sociale, PUF, 2018.
- avec François Dubet, L'école peut-elle sauver la démocratie ?, Le Seuil, août 2020, 240 p. (ISBN 978-2021459708).
- Avec François Dubet, L'emprise scolaire : Quand trop d'école tue l'éducation, Presses de ScPo, août 2024, 248 p.  (ISBN 978-2724643008)

### Rapports
- Rapport à la ministre déléguée chargée de l'enseignement scolaire : François Dubet, Alain Bergounioux et Marie Duru-Bellat, Le Collège de l'an 2000 : rapport à la ministre déléguée chargée de l'enseignement scolaire, La Documentation française, coll. « Collection des rapports officiels », décembre 2000, 144 p. (lire en ligne [PDF]).

## Distinctions
- Chevalière de la Légion d'honneur (2010)[22].
- Officière de l'ordre national du Mérite (juin 2022)[23].
- Docteure honoris causa de l'université de Genève (2008)[24] et de l'université de Liège (2018)[25].